# Базиліка Святого Себастьяна (Рим)
Базиліка Святого Себастьяна (лат. Basilica Sancti Sebastiani extra muros, італ. Basilica di San Sebastiano fuori le mura) — церква в Італії, в Римі, над катакомбами св. Севастіана на Аппієвій дорозі. Одна з семи паломницьких церков Риму.

## Історія
Велика базиліка, присвячена апостолам Петру та Павлу (лат. Basilica Apostolorum) була побудована в 340 році за міськими воротами на місці невеликої споруди (258), в якому ранні християни вшановували апостолів.
У XIII столітті будівля перебудована, у 1612 році отримала сьогоднішній бароковий фасад.

## Титулярна церква
З 30 грудня 1960 року є титулярною церквою. З 2007 року кардиналом-пресвітером з титулом цієї церкви є архієпископ Барселони Льюїс Мартінес Сістач.

## Інтер'єр церкви

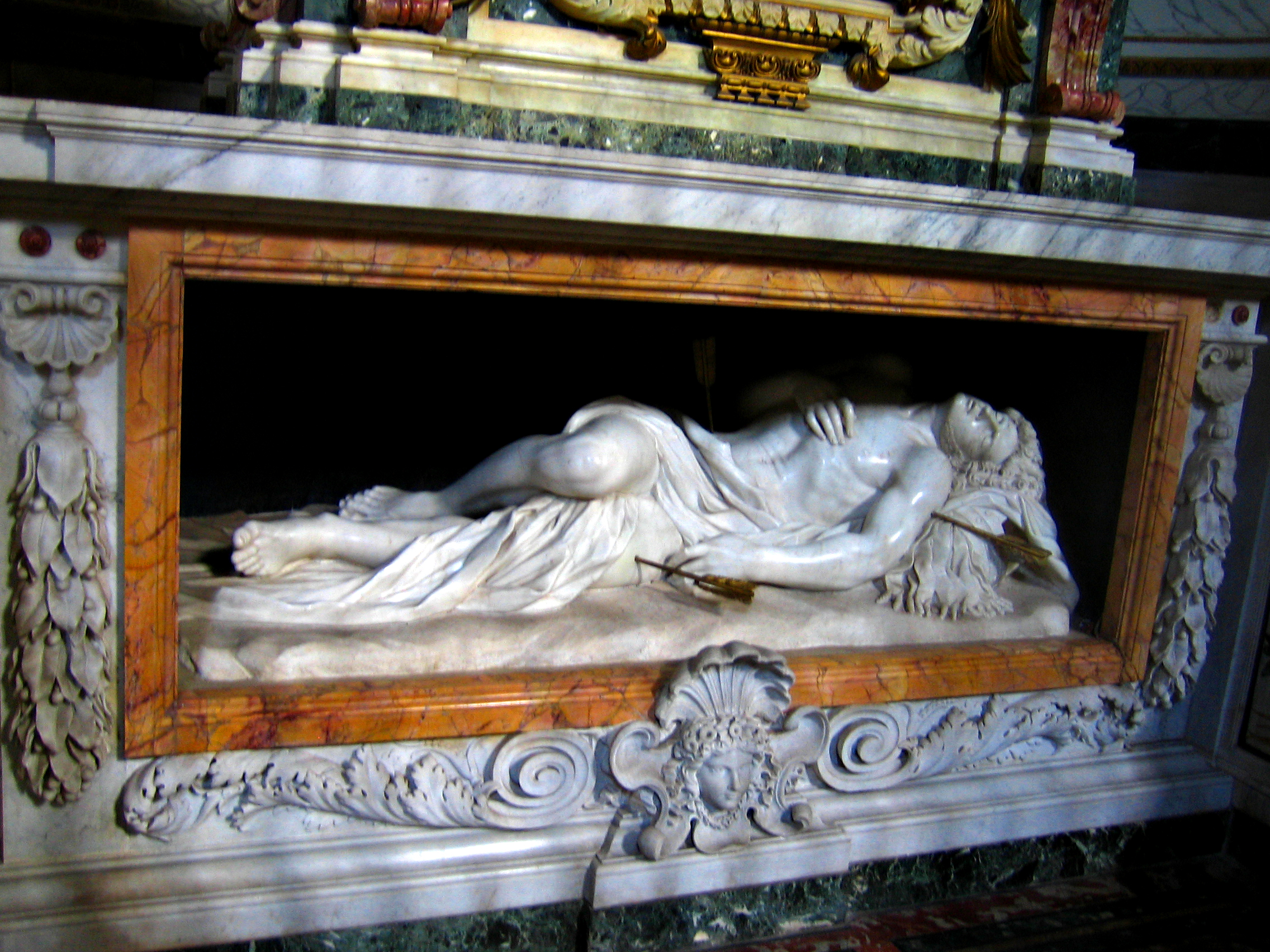
Вівтар із скульптурою Святого Севастьяна

Скульптура Святого Себастьяна на вівтарі, у перші каплиці ліворуч створена Антоніо Джорджетті.
Каплиця містить реліквії з каменю із слідами Ісуса що розповідаються в історії Quo Vadis у апокрифічних діяннях апостола Петра. Тут знаходяться також стріли, що вразили Святого Севастьяна та частини колони до якої він був прив'язаний при  смерті мученика.
Каплиця Альбані побудована в 1716 році. Проєкт розроблений Карло Маратті, Алессандро Спеккі, та Карло Фонтана, за замовленням папи Климента XI, присвячена папі Фабіану, єпископу Риму під час гонінь християн римським імператором Траяном Децієм.
Боковий вівтар, погруддя святих Петра і Павла створені  Ніколо Кордьє нагадують про перше присвячення базиліки.